# Thierry Perreux
Pour les articles homonymes, voir Perreux.

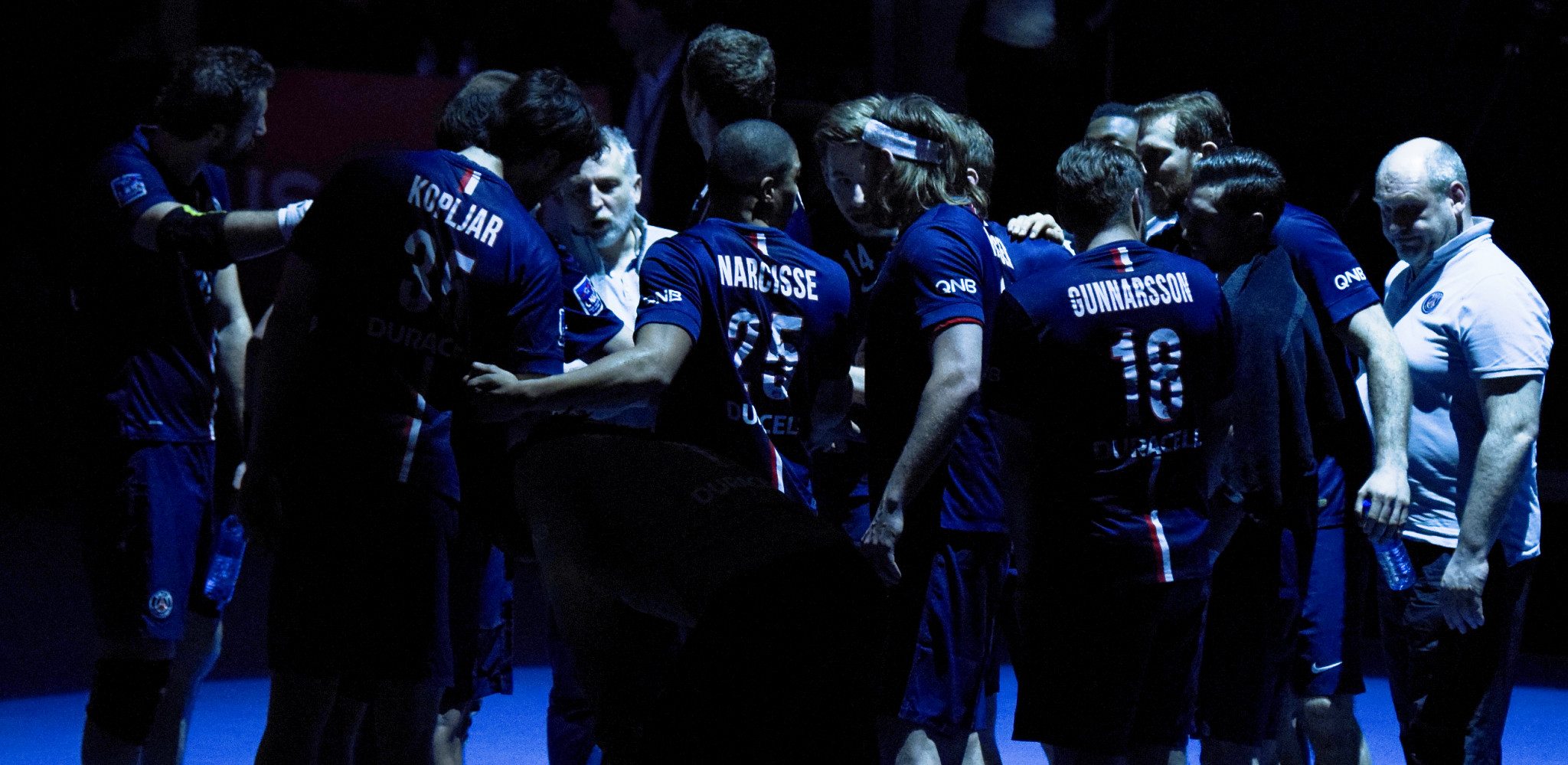
Thierry Perreux au milieu des joueurs du Paris Saint-Germain lors d'un temps-mort en 2015.

Thierry Perreux, né le 4 mars 1963 à Soisy-sous-Montmorency, est un ancien joueur de handball français, qui évoluait au poste d'ailier, et qui est désormais entraîneur, actuellement adjoint de Zvonimir Serdarušić au Paris Saint-Germain Handball.

## Biographie
Formé au Saint-Gratien/Sannois HB à compter de 1972, Thierry Perreux rejoint l'USM Gagny en 1980. Il joue son premier match en D1 en 1983 puis y remporte ses trois premiers titres champion de France en 1985, 1986 et 1987 ainsi qu'une coupe de France en 1987.
En 1991, il rejoint le Vénissieux handball et y réalise le double coupe-championnat. Mais ce succès sur le plan sportif est doublé de grandes difficultés financières et le club doit ainsi se séparer de ses meilleurs joueurs dont Perreux qui prend alors la direction de l'OM Vitrolles où il enrichit son palmarès de ses 5e et 6e titres champion de France en 1994 et 1996, de deux coupes de France en 1993 et 1995 et surtout de la première coupe d'Europe remportée par un club français, la coupe des coupes en 1993. En 1996, à la suite du dépôt de bilan du club marseillais, il rejoint l'UMS Pontault-Combault où il termine sa carrière en 1998.
Lorsqu'il connait la première de ses 248 sélections en 1984, l'équipe de France n'est qu'une nation de second plan dans le handball mondial. Sous la houlette de Daniel Costantini, il fait partie de la génération des Barjots qui apportent ses premiers titres au handball français avec tout d'abord une médaille de bronze aux Jeux olympiques de Barcelone en 1992, médaille qui vaut aux français un autre surnom, les « Bronzés ». Puis vient la confirmation avec le titre de vice-champion du monde en 1993 et enfin la consécration en 1995 avec le titre mondial obtenu face à la Croatie.
Au terme de sa carrière, il est en 2002 nommé dans l'élection du meilleur ailier droit français (« Sept de diamant ») en compagnie de Grégory Anquetil (élu) et Stéphane Joulin.
Par la suite, il entame une carrière d'entraîneur. D'abord en tant que responsable technique du Villeurbanne HBA entre 2000 et 2007, il permet au club de naviguer entre la D1 et la D2. Malgré la prolongation de son contrat de trois ans signée en début de saison 2006-2007 avec le club rhodanien, Thierry Perreux est libéré par Villeurbanne à la fin de la saison et rejoint en 2007 le Tremblay-en-France Handball. Au terme d'une saison terminée à une septième place loin d'une qualification européenne, il n'effectue pas sa deuxième année de contrat à cause d'une relation de plus en plus difficile avec son collectif et est remplacé par Stéphane Imbratta sur le banc de Tremblay. En novembre en 2008, il retrouve son ancien club en D2 en devenant le conseiller technique de l'entente Villeurbanne-Villefranche et y reste jusqu'en 2012 malgré des résultats contrastés.
En 2012, il rejoint le Paris Saint-Germain Handball en tant qu'adjoint de Philippe Gardent. Il y remporte deux titres de champion de France en 2013 et 2015 ainsi que deux coupes de France en 2014 et 2015.
À l'été 2015, Philippe Gardent quitte le club et est remplacé par Zvonimir Serdarušić : Thierry Perreux devient le coordinateur technique du Paris Saint-Germain Handball puis entraîneur de l'équipe réserve.

## Parcours de joueur

### Résultats en clubs
Compétitions internationales
- Coupe d'Europe des vainqueurs de Coupe
  - Vainqueur (1) : 1993.
  - Finaliste (1) : 1994.

Compétitions nationales
- Championnat de France
  - Champion (6) : 1985, 1986, 1987 (avec USM Gagny) ; 1992 (avec HB Vénissieux 85) ; 1994 et 1996 (avec OM Vitrolles)
  - Vice-champion (5) : 1980, 1984 (avec USM Gagny) ; 1992, 1993, 1995.
- Coupe de France (avec OM Vitrolles)
  - Vainqueur (4) : 1987 (avec USM Gagny) ; 1992 (avec HB Vénissieux 85) ; 1993, 1995 (avec OM Vitrolles)
  - Finaliste (4) : 1985, 1990 (avec USM Gagny) ; 1992, 1996 (avec OM Vitrolles).

### Résultats enéquipe de France
- Jeux olympiques[3]
  -  médaille de bronze aux Jeux olympiques de 1992 à Barcelone
- championnats du monde
  -  médaille d'or au championnat du monde C 1986
  - 8e place au championnat du monde B 1987
  - 5e place au championnat du monde B 1989
  - 9e place au championnat du monde 1990
  -  médaille d'argent au championnat du monde 1993
  -  médaille d'or au championnat du monde 1995
- Championnat d'Europe
  - 6e place au Championnat d'Europe 1994
- Autres
  -  médaille d'argent aux Jeux méditerranéens de 1987
  -  Médaille d'or aux Goodwill Games de 1994 à Saint-Pétersbourg

### Distinctions individuelles
- nommé dans l'élection du meilleur ailier droit français (« Sept de diamant »)[4]

## Parcours d'entraîneur
- Vainqueur du Championnat de France (2) : 2013 et 2015 (avec Paris Saint-Germain)
- Vainqueur de la coupe de France (2) : 2014 et 2015 (avec Paris Saint-Germain)
- Vainqueur du Championnat de France de D2 (1) : 2002 (avec Villeurbanne HBA)